# Mahbubnagar (distrito)
O distrito de Mahbubnagar é um distrito do estado indiano de Telanganá. Tem uma área de 18.432 km².
Segundo o censo de 2001, este distrito tinha uma população de 3.506.876 habitantes e uma densidade populacional de 190 habitantes/km².
A sua capital é Mahbubnagar.